# Джеррі Брукгаймер
Джеррі Брукгаймер (англ. Jerry Bruckheimer; нар. 21 вересня 1943, Детройт, США) — американський теле- та кінопродюсер.

## Біографія
Джеррі народився 21 вересня 1943, Детройт, США у сім'ї єврейських іммігрантів з Німеччини. Він вчився у Мамфордській середній школі в Детройті до переїзду до Аризони в коледж в 17 років. Брукгаймер також був активним членом клубу колекціонуванням марок. Він закінчив зі ступенем в області психології Університет Аризони. Він був членом братства Зета Бета Тау. Після закінчення коледжу Брукхаймер працював в галузі реклами в Детройті та Нью-Йорку. З початку 1980-х років працює кінопродюсером.
Першим серйозним хітом продюсера став фільм «Танець-спалах» (1983), який Брукхаймер продюсував разом з Доном Сімпсоном. Пізніше два продюсери випустили «Поліцейський з Беверлі-Гіллз» (1984), «Багряний приплив» (1995), і «Погані хлопці» (1995). Фільм «Скеля» (1996) став останнім спільним проєктом. Через місяць після виходу картини Дон Сімпсон помер від передозування. До відомих робіт також можна віднести «Армагедон» (1998) та особисто продюсований цикл «Пірати Карибського моря» (2003—2017).